# Święciechowa
Święciechowa è un comune rurale polacco del distretto di Leszno, nel voivodato della Grande Polonia.
Ricopre una superficie di 134,97 km² e nel 2004 contava 7 045 abitanti.

## Amministrazione

### Gemellaggi
Święciechowa è gemellata con le seguenti città:
- Großhabersdorf, dal 1994